# Robert Wurtz
Robert Charles Paul Wurtz  (Estrasburgo; 16 de diciembre de 1941) es un exárbitro de fútbol francés que estuvo activo en las décadas de 1970 y 1980. Supervisó la final de la Copa de Campeones de Europa 1976-77 y dos partidos de la Copa Mundial de Argentina 1978.

## Trayectoria
Arbitró su primer partido de la Ligue 1 el 22 de mayo de 1969 y su carrera terminó en la Ligue 2 el 15 de marzo de 1990. Supervisó un total de 450 partidos de la Ligue 1.
Dirigió numerosos partidos de la Copa de Europa, incluida la final de la temporada 1976-77 en la que Liverpool FC derrotó al Borussia Mönchengladbach por 3-1 y la final de la Recopa de Europa 1975-76 entre el Anderlecht y el West Ham United.
Estas y sus apariciones en el Mundial de 1978 (el encuentro de Brasil-Austria, Argentina-Perú y como juez de línea en Países Bajos-Irán), lo hicieron conocido mucho más allá de las fronteras de Francia.